# 邁斯普拉赫

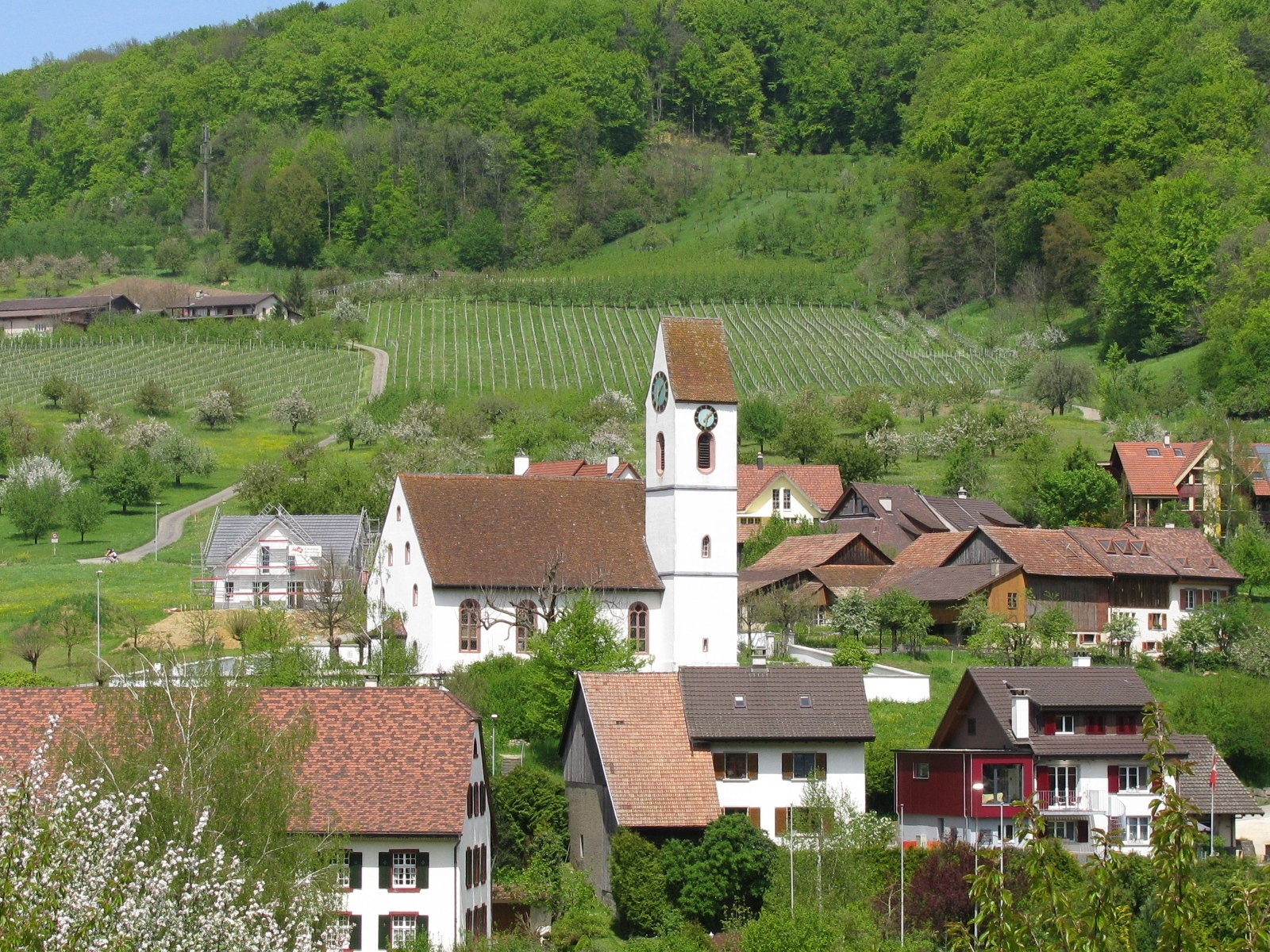

邁斯普拉赫是瑞士的城鎮，位於該國北部，由巴塞爾鄉村州負責管轄，面積5.07平方公里，海拔高度377米，2012年人口946，六成人口信奉基督教，人口密度每平方公里187人。

## 外部連結
- Official website （页面存档备份，存于） （德文）